# 장충동 관성묘 무신도
장충동 관성묘 무신도(奬忠洞關聖廟巫神圖)는 서울특별시 종로구 서울역사박물관에 있는 무신도이다. 2017년 4월 13일 서울특별시의 유형문화재 제404호로 지정되었다.

## 지정 사유
『장충동 관성묘 무신도』는 총 4점으로, 관우와 관우 부인 무신도는 구한말의 궁중 화원으로 추정되는 화사에 의해 그려졌으며 화려하고 장식적으로 표현되어 있다. 나머지 2점의 무신도는 보기 드물게 개성이 강한 도상이다.
특히 관운장 무신도는 활시위가 상하지 않게 보호구를 끼웠는데 이러한 섬세한 표현은 도상적으로 유사한 예를 찾아보기 어려우며, 관우 부인 무신도 역시 당대의 또 다른 미인도로 대표할 만한 도상이라 흥미롭다. 나머지 2점의 무신도는 화격은 떨어지지만 크기로 보아 관성묘의 위상을 보여주는 개성이 강한 도상들이므로 앞으로 관제신앙 연구에 매우 귀중한 자료로서 서울시 유형문화재로 지정하여 보존·관리하는 것이 바람직하다.

## 조사 보고서
관운장과 그 부인을 그린 무신도 2점은 19세기말 궁중 화원(畵員)에 의해 그려진 것으로 추정된다. 무신도의 백미로 꼽을 수 있을 만큼 선과 색의 정치함이 뛰어나며 화려한 장식성이 돋보인다.
관운장 무신도의 방장에는 옅은 자주색의 주름 명암이 드러나 있다. 방장 아래에 당당한 모습으로 앉아 검은색 긴 수염을 쓰다듬고 있는 관운장의 얼굴은 붉은 대추빛에 봉황의 눈을 하고 있으며, 윤곽선 중심에 바림채색으로 얼굴의 요철이 깊이 있게 드러나 있다. 의자에는 호피가 둘러져 있고 족대에는 동자주들이 늘어서 있다. 왼손에는 무언가 잡고 있는데 자루 이외 부분은 옷자락 속에 숨겨져 있어 정확히 무엇인지 미상이다. 관운장의 중요 무기는 등에 찬 화살통과 함께 왼무릎에 기대인 활이다. 활에는 활시위가 상하지 않게, 매듭이 있는 보호구를 끼웠는데, 이러한 섬세한 표현은 도상적으로 유사한 예를 찾아보기 어려운 것이어서 흥미롭다.
전복(戰服)인 갑옷의 형태는 전형적인 무장의 도상표현에 바탕을 두고 있으며, 금니(金泥)의 미늘을 비롯해 칠보문, 연화문, 화문 등의 각종 비단으로 화려하게 장식되어 있다. 그런데 두무(兜鍪)표현은 구한말의 신중탱 등에서 볼 수 있는 표현이어서 시대상이 반영되어 있다. 감투를 비롯해 대철(帶鐵), 근철(筋鐵), 개철(蓋鐵), 보주(寶珠)와 삼지창을 고분돋움으로 금니를 도드라지게 올렸다. 옆드림은 미늘로 단순히 표현하지 않고 크고 둥근 하나의 원 주위에 작은 원들이 감싸고 있도록 표현했는데, 이 역시 고분돋움의 금니이다. 대철 위에는 반으로 접혀진 여의두문(如意頭紋)을 청홍의 보색 대비로 둘렀으며, 붉은 상모(象毛)가 두무 전체를 특징적으로 덮고 있다. 현재 도쿄국립박물관에 소장된 고종황제의 조선대원수 두무와 비교해 보면, 종교화로서의 도상적인 특성을 감안하더라도 당대의 고종황제 두무와 비교할 수 있을 만한 도상이다.
관운장 부인 무신도도 궁중 화원의 절정의 기량이 엿보이는 작품이다. 고운 정제미, 화려한 비단 문양을 비롯해 고분돋움의 금니가 두드러지게 나타나 있다. 의자에 앉아 공수하고 있는 관운장의 부인은 마치 귀부인의 초상화처럼 기품과 위엄이 넘친다. 세 마리의 봉황이 있는 머리 장식을 하고 있으며 큰 죽잠과 용잠 두 개를 꽂고 있다. 부인의 뒤에는 한 마리의 봉황 머리 장식에 한 개의 봉황잠을 꽂은 여인이 서있다.
화면의 앞쪽에는 큰 가채에 전모(氈帽)를 쓴 여인들이 폭이 좁은 소매에 풍성한 치마를 입고 두 손을 공수한 채 무릎을 꿇고 앉아 있는데, 왼쪽은 연분홍 저고리에 옥색 치마를 입고 있으며, 오른쪽은 녹색 삼회장 저고리에 빨간 치마를 입고 있다. 전모는 조선시대 행렬도에 나타나는 의녀(醫女)나 기행나인(騎行內人)들이 쓰고 있는 것을 볼 수 있다. 이들 여인은 한 폭의 미인도로 표현된 것은 아니지만, 각각의 도상이 당대의 또 다른 미인도로 대표할 만하며, 또한 무신도라는 영역에서 표현된 것이라는 점에서 매우 흥미롭다.
신령과 장군 무신도 2점은 앞의 무신도들과 달리, 20세기 초에 활동하던 민간화사에 의해 그려진 것이다. 흰색 곤룡포를 입고 있는 신령은 백옥장식의 선추가 달린 부채를 들고 있는데, 일명, 이태조 계통의 무신도들 가운데 가장 이른 시기의 도상이다. 얼굴 표정은 굵고 짧은 선으로 단호한 성품을 가감 없이 드러냈다. 무사 무신도는 말 고삐를 잡은 사람과 큰 청룡도를 든 두 사람이 표현하였는데, 말이 마치 고삐를 잡은 무사의 등에 짊어 맨 듯 표현된 것에서 전문화가 가 아닌 민간화공의 표현을 확인할 수 있다. 관우 부부상의 크기와 완성도에 미루어 볼 때 원래 관성묘에는 뛰어난 그림이 여러 점 있었을 것으로 판단되며, 민화풍 무신도 2점의 크기를 볼 때 후대 추가로 제작된 여러 점의 그림이 있었으나 지금 단 네 점 밖에 전래하지 않는 점이 아쉽게 생각된다.
관성묘(서울특별시 민속문화재 제6호)에는 4점의 무신도가 남아 있다. 관우 무신도는 현존하는 관우 초상이나 무신도 가운데 가장 뛰어난 작품 가운데 하나이다. 무장으로서의 위풍당당함 뿐만 아니라 관성제군(關聖帝君)으로서의고귀한 신격이 19세기의 궁중 화원(畵員)으로 추정되는 화사에 의해 화려하고 정교하게 표현되어 있다. 관우 부인 무신도 역시 동일인에 의해 그려진 매우 희귀한 도상이다. 관우부인은 귀부인의 초상화와 같은 사실적인 얼굴 표현에 기품과 위엄이 넘치며, 전모를 쓴 여인들은 한 폭의 미인도를 보는 듯한 아름다운 도상으로 표현되어 있다.
20세기 초에 제작된 것으로 추정되는 나머지 2점의 무신도는 화격은 떨어지지만 크기로 보아 관성묘의 위상을 보여주는 개성이 강한 도상들이다.
이들 4점의 무신도는 제작시기와 화사가 다르지만, 관성묘의 현존하는 무신도로서 일괄로 보존될 필요가 있으며 앞으로 관제신앙 연구에 매우 귀중한 자료로서 서울시 유형문화재로 지정하여 관리하는 것이 바람직하다.

## 지정 내역
| 명칭         | 수량 | 규격(cm) 세로×가로 | 조성연대  |
| ------------ | ---- | ------------------ | --------- |
| ①관운장      | 1점  | 90 × 70            | 19세기 말 |
| ②관운장 부인 | 1점  | 89 × 71.5          | 19세기 말 |
| ③신령        | 1점  | 108 × 84.5         | 20세기 초 |
| ④장군        | 1점  | 113 × 82           | 20세기 초 |

## 같이 보기
- 관성묘 - 서울특별시 민속문화재 제6호

## 참고 자료
- 장충동 관성묘 무신도 - 국가유산청 국가유산포털